# Chavanges
Chavanges är en kommun i departementet Aube i regionen Grand Est (tidigare regionen Champagne-Ardenne) i nordöstra Frankrike. Kommunen ligger  i kantonen Chavanges som ligger i arrondissementet Bar-sur-Aube. År 2022 hade Chavanges 580 invånare.

## Befolkningsutveckling
Antalet invånare i kommunen Chavanges
Referens: INSEE

## Galleri

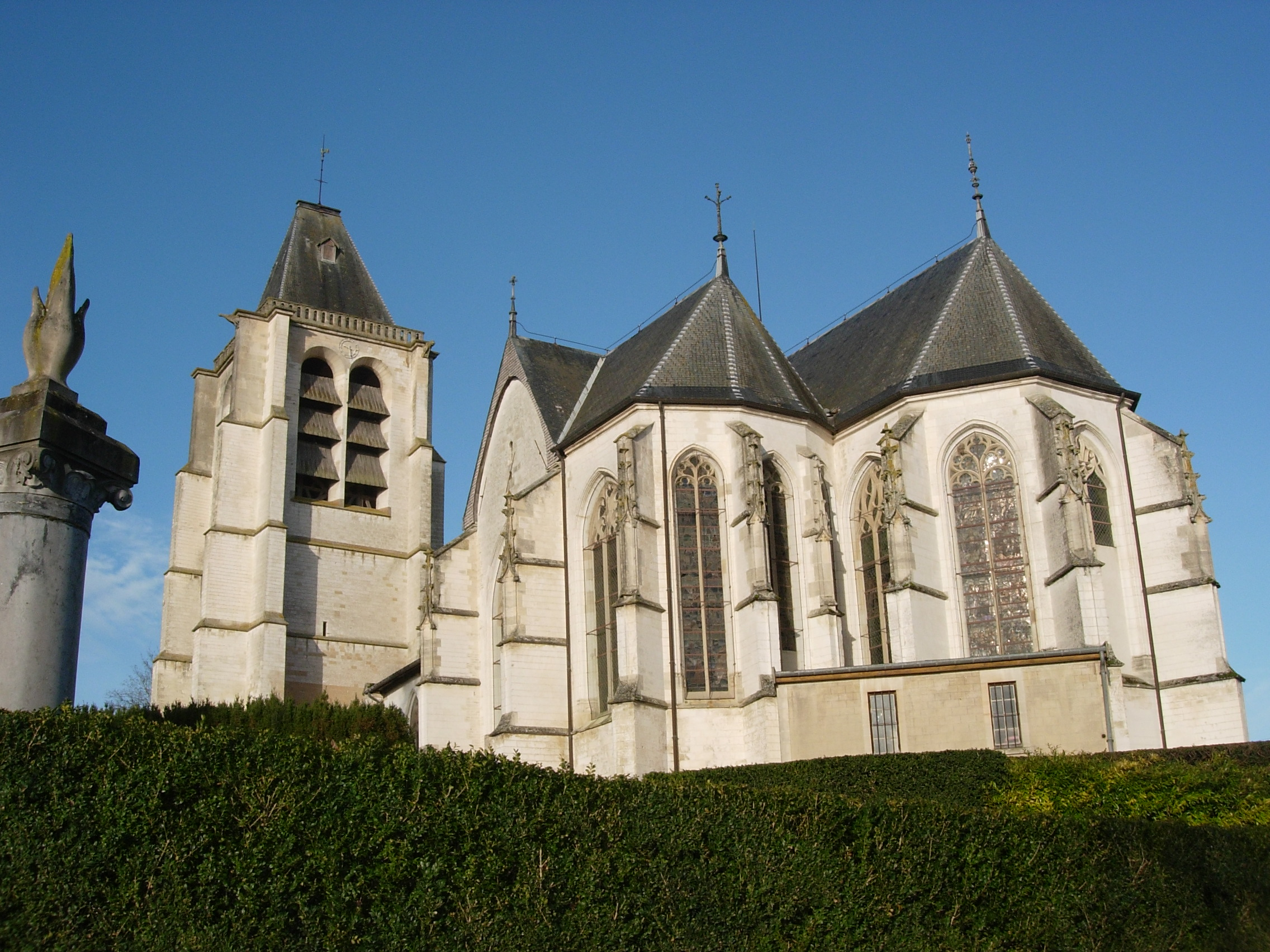
L'église de Chavanges
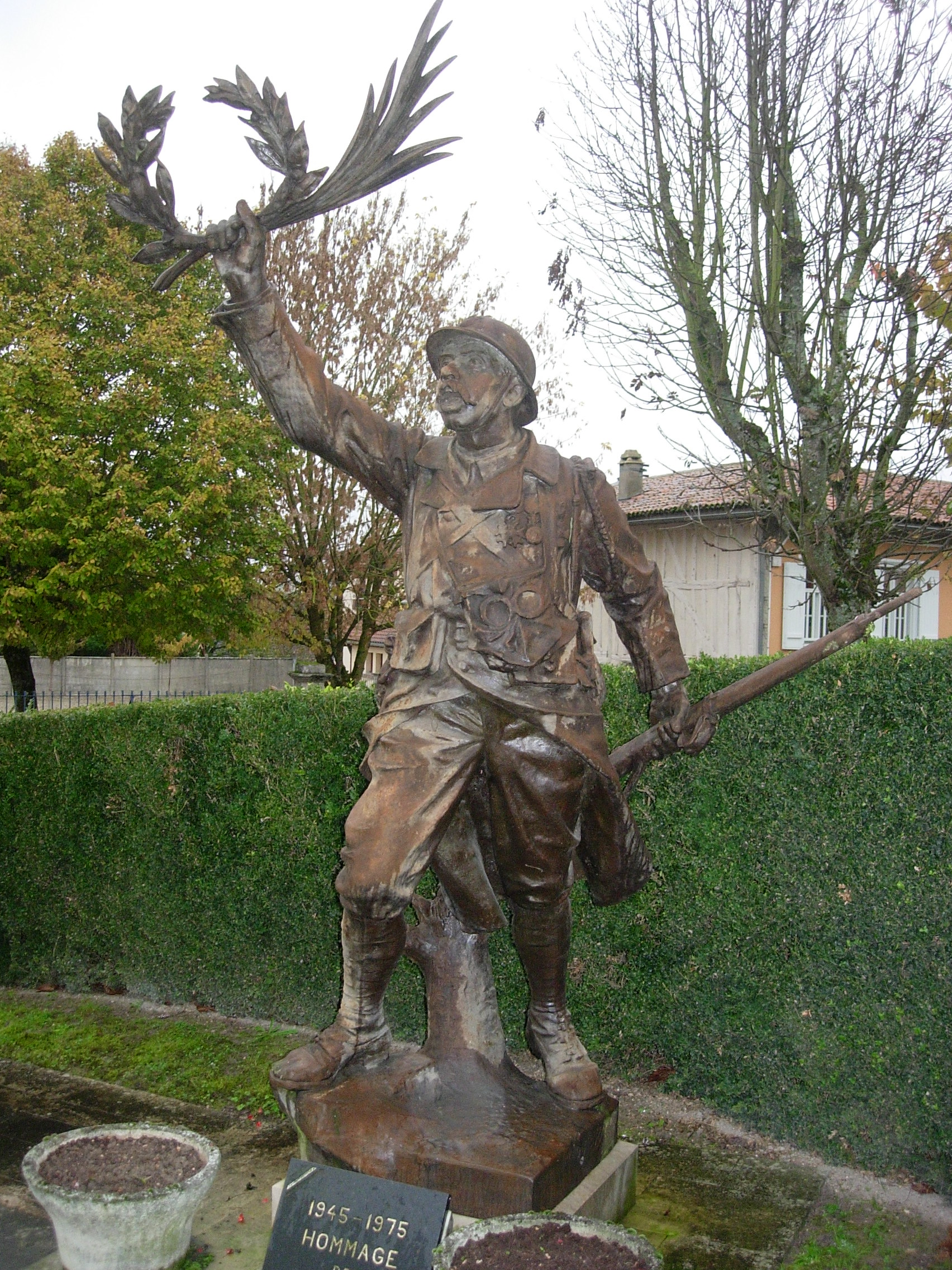
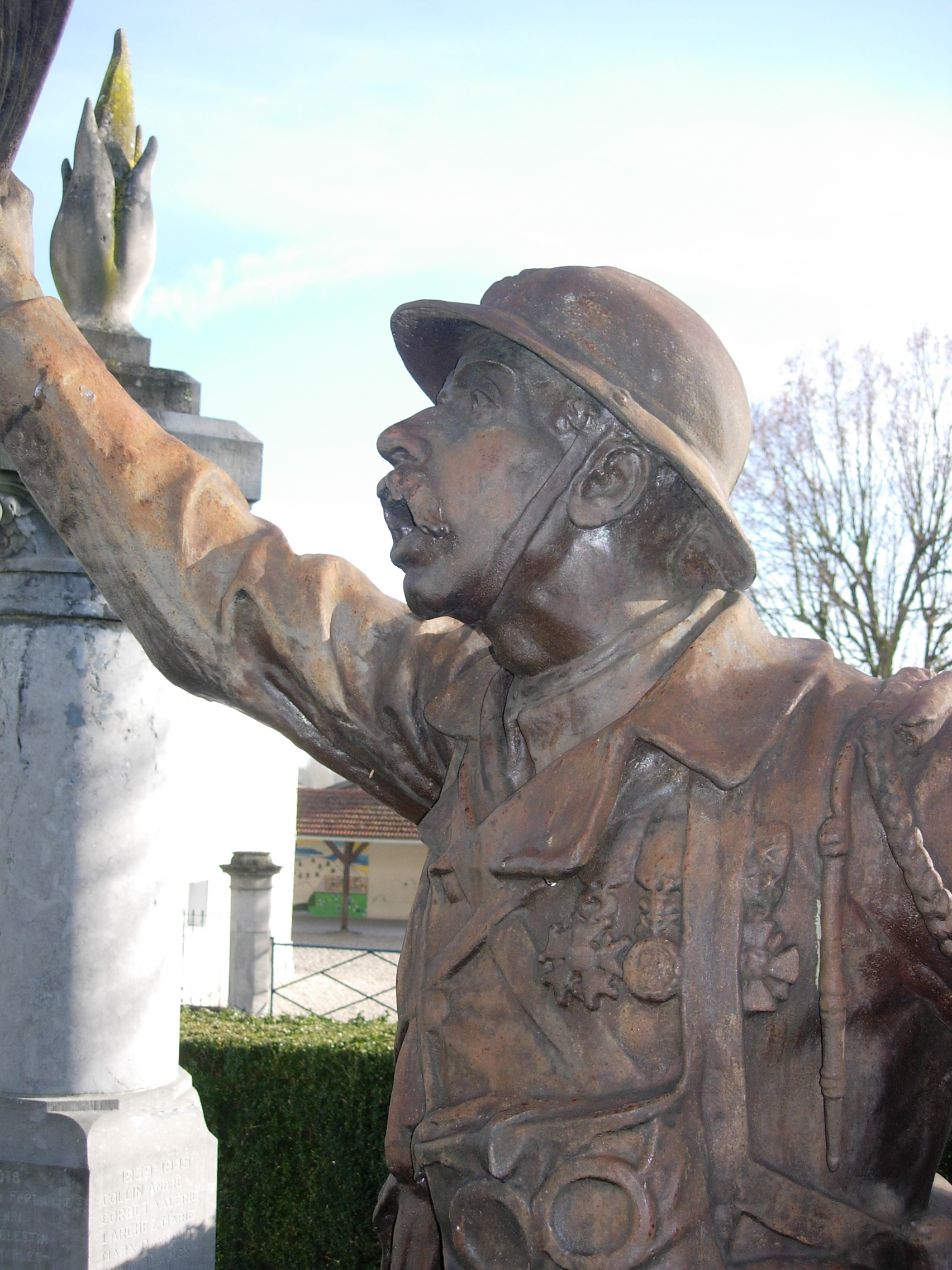